# Édouard Pfeiffer
Édouard Pfeiffer, né à Paris le 5 avril 1890 et mort à Laplume le 5 décembre 1965, est un avocat, un homme politique, un journaliste et un homme d'affaires français. 
Personnalité de second plan du Parti radical-socialiste, il est surtout actif dans l'entre-deux-guerres, au sein de cabinets ministériels, de différents réseaux, de ce parti politique qu'il a fini par quitter en 1935 par anticommunisme, du monde de la presse. Des sources le présentent comme un espion, lié notamment aux Cinq de Cambridge. 

## Biographie

### Les débuts
Né en 1890, Édouard Pfeiffer est l'un des trois enfants d'Albert Pfeiffer, expert-comptable, et de Pauline Ochs. Docteur en droit de l'Université de Paris en 1911, il devient avocat. Il est juif,,.
Il est mobilisé durant la Première Guerre mondiale et est décoré de la croix de guerre. Il séjourne en Autriche et en Hongrie en 1920 ;  le quotidien Excelsior publie ses impressions. 
Membre et pilier depuis l'avant-guerre de la Conférence Molé-Tocqueville, pépinière de futurs hommes politiques et lieu de formation à l'art oratoire, et en son sein de la Gauche démocratique réunissant des jeunes hommes de gauche (radicaux, radicalisants, républicains socialistes, aile gauche de l'Alliance démocratique),, il en est l'un des secrétaires après la guerre, l'un des vice-présidents ensuite et il la préside en 1926, au moment de son cinquantenaire. Il adhère ensuite à l'association des anciens présidents de la conférence, constituée en 1933, et participe à ses diners, aux côtés de convives d'horizons politiques divers, d'avocats, de magistrats et de journalistes.

### Cadre du parti radical-socialiste
En octobre 1925, il intègre le bureau du comité exécutif du parti radical, soit l'instance suprême de ce parti de centre-gauche : il est secrétaire. Il intègre dans la foulée un cabinet ministériel : il est nommé chef-adjoint du ministre des pensions, Louis Antériou mais ce ministre n'est en place que quelques semaines. 
La même année, il rejoint l'Entente internationale des partis radicaux, dont il va devenir le secrétaire général adjoint. Cette organisation internationale a été fondée en 1924, dans le contexte de l'arrivée au pouvoir du Cartel des gauches. Elle est présidée par Fernand Bouisson puis à partir de 1927 par le Danois Ivar Berendsen. Les Français y jouent un rôle majeur. Ils sont membres du parti radical mais aussi des républicains-socialistes et des socialistes indépendants ; ils sont tous partisans de « l'esprit de Genève », de la politique étrangère favorable à la Société des Nations (SDN). Les radicaux, au rôle moteur, sont représentés à son bureau par les députés Émile Borel (vice-président puis secrétaire général), Paul Bastid (trésorier) et Adrien Berthod (vice-président). L'activité de l'Entente se traduit par des réunions annuelles, un congrès et une réunion du comité directeur. L'Entente a une section française, le comité français de coopération démocratique internationale, présidé par Bouisson puis par Borel. Pfeiffer en est son secrétaire général ; il a remplacé Félix Bouffandeau, secrétaire général du parti radical et cofondateur de l'Entente, décédé,. Pfeiffer a été choisi car il est polyglotte - il parle 12 langues -, s'intéresse à la politique étrangère et a séjourné dans plusieurs pays européens ; il a mené auparavant plusieurs missions en Europe pour le compte du gouvernement : une mission du ministre du commerce en 1922 en Finlande, dans les pays baltes et en Roumanie, un séjour en Pologne en 1923 avec la mission économique,. 
Il cumule à partir de novembre 1927 ces deux fonctions avec celle de secrétaire général du parti radical-socialiste ; Édouard Daladier, nouveau président, le fait nommer à ce poste lors du congrès annuel du parti,, afin de dynamiser et de moderniser ce parti. Il démissionne cependant en avril 1929, à la suite d'une décision de Daladier lui interdisant d'aller soutenir à Narbonne le candidat radical, opposé au dirigeant socialiste Léon Blum. C'est que Pfeiffer n'est pas partisan de la tactique de l'union des gauches voulue par Daladier, lui préférant l'alliance avec les partis du centre et du centre-droit (la « concentration »), et devient un adversaire de ce dernier. Il devient au congrès de novembre 1932 l'un des vice-présidents (non-parlementaires) du parti radical. Il a pu participer à des réunions politiques en province. À Paris, il participe aux débats d'actualité du Club du Faubourg.
Il reste un temps secrétaire général du comité français de coopération démocratique internationale et il continue de participer aux congrès de l'Entente. Il participe ainsi au congrès de Sofia en 1933 et à celui de Londres en 1935,. Il continue à s'y intéresser après sa démission du parti radical alors que l'Entente décline. Il donne ainsi un compte-rendu dans la presse du 13e sommet de l'Entente internationale des partis radicaux qui se tient au Luxembourg en 1937.
Il donne quelques articles à des quotidiens d'information dans la première moitié des années 1930 : Le Petit Parisien, sur l'Allemagne en 1930, sur les revendications allemandes sur le territoire de Memel en 1934, Le Petit Journal, en 1932. Il donne aussi des articles à la revue L'Europe nouvelle en 1934-1935. Et à des journaux radicaux comme La Volonté d'Albert Dubarry en 1929-1930 ou L’Ère nouvelle, sur des questions portant sur le parti radical et ses luttes intestines. Il collabore plus longuement au quotidien de la mouvance radicale La République d'Émile Roche ; il est secrétaire général de ce quotidien au début des années 1930,. Il salue dans un article en 1932 la volonté d'Édouard Herriot, président du conseil radical, de signer un pacte de non-agression avec l'URSS. Séjournant en Allemagne en novembre 1932 - c'est alors son 24e séjour dans ce pays - , il en ramène une enquête, publiée dans La République. Peu perspicace, il y annonce « le déclin de l'hitlérisme ».
C'est un homme d'affaires fortuné, administrateur de compagnies d'assurances. Il passe pour un agent des compagnies d'assurances, chargé de distribuer leurs fonds de publicité au sein du parti radical. Il est aussi administrateur de sociétés coloniales ayant des intérêts en Indochine, notamment à partir de 1931 la Compagnie saïgonnaise de navigation et de transport et les Manufactures indochinoises de cigarettes, fondées en 1929 ou la Société indochinoise d'électricité, à partir de 1932. Il a séjourné à titre privé en Indochine en 1930 ; il en a tiré des articles.
En février 1933, il est nommé directeur du cabinet de Guy La Chambre, sous-secrétaire d'État à la présidence du Conseil. En mars 1933, il intègre le cabinet d'Édouard Daladier, alors Président du conseil et ministre de la guerre, en tant que chargé de mission. Quelques mois plus tard, il devient sans doute à la demande de Daladier le co-directeur de Notre Temps, de Jean Luchaire. Cette revue se transforme alors en quotidien, notamment grâce aux fonds secrets attribués par le gouvernement pour que Notre Temps appuie sa politique. Il est plus attentif que Luchaire au danger allemand depuis l'arrivée au pouvoir d'Hitler et plus rétif au désarmement. Il rompt avec Luchaire en décembre 1933 sur la question de la réduction des armements français, préconisée par ce dernier, et quitte Notre Temps. Selon Luchaire, Pfeiffer aurait versé environ 150 000 francs au journal entre juin et décembre 1933.
Pfeiffer est conscient du danger que l'Allemagne d'Hitler fait peser sur la France et sur l'Europe dans ses articles publiés dans La République en 1934 et 1935.  
Il prend des positions hétérodoxes au sein du parti radical. En mai 1934, lors de son congrès de Clermont-Ferrand, au lendemain de l'affaire Stavisky et de l'émeute parisienne du 6 février, il critique l'emprise de la franc-maçonnerie au sein du parti, ce qui choque les partisans de Camille Chautemps, pontife radical et franc-maçon,,, et la Ligue des droits de l'homme, trop inféodée aux socialistes à son goût. Il affirme qu'il n'a jamais été franc-maçon. En 1935, par anticommunisme, il dénonce la participation à venir des radicaux au défilé du 14 juillet 1935 aux côtés des « bolchevistes », prélude à la formation du Front populaire. Isolé, il démissionne publiquement du parti,,. Il signe ensuite quelques mois plus tard un appel aux côtés d'autres radicaux dissidents comme André Grisoni demandant aux radicaux de ne pas s'associer aux communistes.

### Le radical dissident anticommuniste
Il poursuit sa collaboration à La République d'Émile Roche après sa démission. Roche fait partie de l'aide droite du parti radical et est hostile aux communistes. Pfeiffer y publie des articles à la suite de ses séjours à l'étranger, comme en Afrique du Sud, au Royaume-Uni, en 1936 et en 1937, à l'occasion du couronnement du roi George VI. Il y écrit des articles antisoviétiques et anticommunistes, par exemple à l'occasion de la fusillade de Clichy en 1937. Il adresse une lettre aux radicaux-socialistes vantant l'action de Daladier et affirmant que « Clichy (leur) a ouvert les yeux » sur le danger communiste. Il y publie aussi des articles pacifistes mais conscients de l'impérialisme allemand et après 1936 de la « double menace germano-russe ». Après les accords de Munich de 1938, il salue l'action de Daladier, du ministre des affaires étrangères Georges Bonnet et de Camille Chautemps et demande des comptes aux tenants français du « parti de la guerre ». Il ne publie plus d'articles par la suite, jusqu'en juillet 1939 ; il répond alors à une polémique qui l'accuse d'avoir été en relation avec Otto Abetz, ce qu'il nie. 
Il publie quelques articles en 1936-1937 dans un quotidien plus marqué à droite, Le Matin, notamment à propos de la propagande communiste en Indochine. Il collabore aussi au quotidien Le Capital de Jules Perquel à partir de 1936. Ce journal, fondé comme hebdomadaire en 1913, s'est transformé en quotidien en 1922. Il vit de la publicité financière occulte. Pour améliorer son image, il publie des articles d'hommes politiques, rétribués en fonction de leur importance et de leur notoriété. 
Il est un temps vice-président d'un Parti radical français, formé à la suite d'un appel en août 1936 d'André Grisoni, ancien député et ancien vice-président du parti radical, et rassemblant des radicaux dissidents anticommunistes. Il quitte ce parti fin juin 1937 lorsque certains de ses dirigeants veulent adhérer au Front de la liberté voulu par le chef du Parti populaire français, Jacques Doriot, et composé de partis de droite et d'extrême droite. 
À la fin des années 1930, la gauche du parti radical accuse Pfeiffer d'être devenu le conseiller écouté du colonel François de La Rocque, dirigeant d'un parti de droite, le Parti social français (PSF), l’agent de liaison entre l’aile droite du parti radical (en particulier Georges Bonnet) et le PSF,.
À l'été 1938, Daladier aurait chargé Pfeiffer et Fernand de Brinon d'une mission diplomatique secrète en Allemagne, sans doute pour sonder les intentions du régime hitlérien. Un article de L'Europe nouvelle de 1934 évoque des missions semblables mais les situe en 1933. Selon Jacques Nobécourt, Pfeiffer, qui est alors un « champion de l'anticommunisme », est redevenu un familier de Daladier après le congrès du parti radical de Marseille d'octobre 1938.

### Vie privée
Édouard Pfeiffer est homosexuel, adepte du sadomasochisme. Il est en relation avec d'autres homosexuels comme Roger Peyrefitte - Pfeiffer lui signale en 1941, alors qu'ils se rencontrent à Marseille, que la drague homosexuelle est facilitée par le contexte de l'Occupation en zone nord - ou Daniel Guérin, qui décrit ses goûts dans un témoignage ultérieur et qui l'évoque dans son Autobiographie de jeunesse. D'une dissidence sexuelle au socialisme (Belfond, 1972), à propos de son séjour en Indochine en 1930. 
Peyrefitte l'évoque aussi dans son livre sur la franc-maçonnerie, Les fils de la lumière (1961), le présentant comme l'une des « éminences grises de la IIIe République », hostile à la franc-maçonnerie, et affirmant qu'il a quitté la France au début de l'occupation avec un passeport diplomatique, pour rejoindre les États-Unis et qu'il s'est fixé au Maroc après la guerre, revenant de temps en temps à Paris. Il l'évoque également dans Propos secrets, signalant ses « moyens financiers importants », son magnifique appartement avenue Henri-Martin où il recevait des « jeunes prolétaires » qui « se prêtaient complaisamment » à ses désirs.
Pfeiffer est également en relation dans les années 1930 avec deux Britanniques également homosexuels, John Macnamara, parlementaire conservateur proallemand, et son assistant parlementaire depuis 1935, Guy Burgess. Pfeiffer les invita à des partis fines à son domicile parisien ou bien dans des boîtes de nuit. Des auteurs anglo-saxons évoquent les voyages à Paris de Burgess ; il y rencontre Pfeiffer qui le conduit avec deux membres du cabinet français dans un bordel pour homosexuels,,,.
Philip Kerr évoque Pfeiffer et Burgess dans son roman historique Les Pièges de l'exil (2017). S'inspirant d'un récit de Burgess racontant une de ses rencontres avec Pfeiffer, il donne la parole à Burgess dans son roman : « Je fis même du plat à Edouard Pfeiffer, le chef du cabinet de Daladier, alors qu'il était en train de jouer au ping-pong, le corps nu d'un jeune homme en guise de filet ».

### Espion?
Guy Burgess est alors un espion soviétique membre des Cinq de Cambridge tandis que Pfeiffer est à la fois agent du Deuxième Bureau français et du Secret Intelligence Service (MI6) britannique selon l'historienne Florence Tamagne. Elle s'appuie sur le témoignage de Youri Modine, l'officier soviétique traitant des Cinq de Cambridge de 1944 à 1955 (Youri Ivanovitch Modine, Mes camarades de Cambridge : J'étais au KGB l'officier traitant de Philby, Burgess, Maclean, Blunt, Cairncross, Robert Laffont, 1994). Ce dernier précise dans ce livre que Pfeiffer ne travailla pas pour le NKVD, que Burgess a quitté Macnamara à la fin de 1936 pour entrer à la BBC et qu'il servit d'intermédiaire entre Édouard Daladier et le Premier ministre britannique, via Pfeiffer, pour la transmission de lettres et de documents. Burgess a obtenu en tout cas de Pfeiffer des renseignements sur la politique française, communiqués dès lors à l'URSS,.
Florence Tamagne présente Pfeiffer comme le directeur de cabinet de Daladier, ce qu'il n'est pourtant pas. D'autres sources le présentent également comme directeur du cabinet de Daladier, sans préciser la période ou en donnant l'année 1933. En 2015, dans son livre Histoire mondiale des services secrets, le journaliste Rémi Kauffer présente Pfeiffer comme « un avocat français ancien de Cambridge et proche du leader radical Édouard Daladier, futur ministre des Affaires étrangères, de la Guerre et même du Conseil (sic), dont il deviendra le directeur de cabinet ».
Des auteurs anglo-saxons présentent Pfeiffer comme le « chef de cabinet » de Daladier, et non son directeur de cabinet, alors qu'il n'a occupé aucune de ces deux fonctions. Selon eux, Pfeiffer aurait proposé à Burgess de collaborer à un journal français financé par l'Allemand Otto Abetz,,.

Selon Kauffer, Pfeiffer était la « sixième taupe », le « sixième » des « Cinq de Cambridge ». Dans un livre précédent de Kauffer (Histoire mondiale du renseignement, Laffont, 1993, avec Roger Faligot), Pfeiffer était déjà présenté comme un espion soviétique travaillant en même temps pour les services français et britanniques tout en étant le chef (sic) de cabinet de Daladier. Dans le compte-rendu de cet ouvrage, Jacques Nobécourt écrit : 

« Édouard Daladier avait pour chef de cabinet un espion soviétique. Et pas un besogneux. Cet homme, Édouard Pfeiffer, mourut près d'Agen en 1966, sans avoir jamais été mis en cause. C'était le membre inconnu du réseau des étudiants dits « les taupes de Cambridge », Burgess, MacLean, Blunt et Philby (...). Le MI6 britannique pria Pfeiffer de travailler pour le 2e bureau français. Avocat, puis assureur à Paris, parlant seize langues, dirigeant radical-socialiste, répandu dans le monde politique, Pfeiffer fut donc - impunément - un agent triple. Pour qui travaillait-il, d'abord auprès de Daladier et de Chautemps, puis dans l'entourage de Lemaigre Dubreuil et de Mendès France ? »

Dans sa biographie de La Rocque parue en 1996, Nobécourt, plus prudent, souligne que Pfeiffer était « un personnage mystérieux, à qui devaient être attribués tous les masques : agent du Komintern, lié dès le début au groupe Philby, agent nazi, ami des grands compagnons de route après la guerre ».
Un autre livre, le Dictionnaire du renseignement (2020), reprend les accusations de Kauffer et présente Pfeiffer sans nuances ni références comme une taupe britannique et soviétique à la fois, comme le « sixième » des « Cinq de Cambridge », un « homosexuel sadique maltraitant des enfants » (sic), « invité par ses maitres à intégrer le Deuxième Bureau », et par la suite le directeur de cabinet de Daladier, le collaborateur de Camille Chautemps et après guerre de Pierre Mendès France. 
Des auteurs anglo-saxons présentent aussi Pfeiffer comme un espion. Ainsi Stewart Purvis, Jeff Hulbert dans Guy Burgess: The Spy Who Knew Everyone (Biteback Publishing, 2016), pour qui Pfeiffer se mit au service des Britanniques, des services français, de l'URSS mais aussi des nazis. Selon eux, Pfeiffer a peut-être été une source travaillant pour les Soviétiques sous le nom de code « chancellor » au temps de la guerre d'Espagne. Ces auteurs ajoutent qu'il est diplômé des universités d'Oxford au Royaume-Uni et d'Heidelberg en Allemagne et a eu des responsabilités dans le mouvement scout.

### Décorations
- Officier de la Légion d'honneur (1934), au titre du ministère des affaires étrangères[97]
- Croix de guerre 1914–1918

## Sources
- Jean-René Maillot, Jean Luchaire et la revue ”Notre temps” (1927-1940), Université de Lorraine, coll. « Histoire », 2012 (lire en ligne).
- Serge Berstein, Histoire du Parti radical : La recherche de l'âge d'or, 1919-1926, vol. 1, Presses de la Fondation nationale des sciences politiques, 1980
- Serge Berstein, Histoire du Parti radical : Crise du radicalisme, 1926-1939, vol. 2, Presses de la Fondation nationale des sciences politiques, 1982